# محافظه الدرب

محافظه الدرب که در شمال عربستان سعودی دیده می‌شود.

محافظه الدرب (به عربی: محافظة الدرب) یک منطقهٔ مسکونی در عربستان سعودی است که در استان جازان واقع شده‌است.